# Темта (село)
Темта — село, административный центр Темтовского сельсовета в Уренском районе Нижегородской области.

## География
Находится на расстоянии менее 2 километров по прямой на восток-северо-восток от районного центра города Урень.

## История
Село основано по преданиям в 1698 году, упоминается с 1719 года. В 1790 году  в деревне было 97 хозяйств и 484 жителя, сама она была совместным владением дворцовой канцелярии и помещика полковника Алсуфьева. В 1845 году построена Покровская единоверческая  церковь. В 1870 году было учтено 94 хозяйства и 686 жителей, в 1916 202 и 1066. В советское время работали колхозы «Стальной конь», «Ответ вредителям», им.Суворова, «Прожектор» (с 1960 года), позже одноименное частное сельхозпредприятие. В 1956 году 1500 жителей, в 1978 306 хозяйств и 858 жителей, в 1994 306 хозяйств и 786 жителей.
В 1948 году заведующим Темтовской сельской библиотекой стал "библиотечный Маресьев" - Анатолий Александрович Пузыч (1923-1987), Заслуженный работник культуры России, кавалер ордена В.И.Ленина.

## Население
Постоянное население  составляло 715 человек (русские 99%) в 2002 году, 759 в 2010 .